# Pinksey Bottom
Der Pinksey Bottom (alternative Schreibweise auch Pinskey Bottom) ist ein kleiner Fluss in Cumbria, im Nordwesten Englands. Der Pinskey Bottom entspringt am Nordhang des Green Bell und fließt in nördlicher Richtung bis zu seiner Mündung in den Sandwath Beck.
Bald nach seiner Entstehung fließt der Pinksey Bottom durch den Einschnitt des Pinskey Gill (alternative Schreibweise Pinksey Gill). Der Pinskey Gill ist ein Site of Special Scientific Interest. Das Gebiet ist für die Paläogeographie und die Umweltrekonstruktion des nördlichen Englands in der Zeit des Karbon.